# Бучковский, Владо
Владо Бучковский (макед. Владо Бучковски; род. 2 декабря 1962, Скопье, СФРЮ) — македонский государственный деятель, премьер-министр Республики Македония с 2004 по 2006 год.

## Образование и научная карьера
Владо Бучковский окончил юридический факультет Университета в Скопье в 1986 году, затем магистратуру в 1992 году. В 1998 году защитил кандидатскую диссертацию по теме «Римское и современное залоговое право». С 1987 по 1988 год Бучковский работал в качестве эксперта в парламенте Социалистической Республики Македонии. В период с 1988 по 2002 год был преподавателем и ассистентом на юридическом факультете в Скопье. В 1998 году он стал доцентом римского права, а в 2003 — профессором на той же кафедре.

## Политическая карьера
С 1998 по 2000 год Владо Бучковский являлся членом Государственной избирательной комиссии, затем с 2000 по 2001 год возглавлял Совет города Скопье. В 2001 году недолго был министром обороны первый раз. После победы СДСМ и его партнеров по коалиции на парламентских выборах в 2002 году, Бучковский вновь становится министром обороны. Эту должность он занимает до декабря 2004 года. 15 сентября 2003 года стал председателем Юридического совета правительства. 26 ноября 2004 года был избран лидером СДСМ и получил мандат на формирование нового правительства. На парламентских выборах в 2006 году его партия потерпела поражение и правительство ушло в отставку.

## Суд
9 декабря 2008 Бучковский был признан виновным в незаконном приобретении запчастей для танков Т-55 во время вооруженного конфликта в 2001 году. Суд приговорил его к трём с половиной годам тюремного заключения. В приговоре говорится: «занимая пост министра обороны Македонии в 2001 году, Бучковский принял решение о необоснованном приобретении большого количества запчастей для танков Т-55, в результате чего македонскому бюджету был нанесен серьёзный ущерб на общую сумму в $2,5 млн». Одновременно к тюремному заключению приговорены ещё несколько бывших высокопоставленных сотрудников министерства обороны.